# ニュースとくしま610
『ニュースとくしま610』（ニュースとくしまろくいちまる）は、NHK徳島放送局で平日夕方に放送されていた徳島県向けの地域情報番組・報道番組。
2010年4月2日、改編期よりも1週間遅れで終了。同年4月5日、同じ時間帯で新番組の『とく6徳島』がスタートした。また、これを発表したニュースリリースによると、連続テレビ小説『ウェルかめ』のキャラクターだったかめっ太を引き取り、あわまるに替わる徳島局のキャラクターにすることが決まったという。

## 放送時間
- 月曜 - 金曜 18:10 - 18:59（JST） - 18:52からは気象情報を放送。

## 歴代キャスター
キャスターは交替担当で、当該週の出演者はNHK徳島放送局の公式サイトで発表されていた。

### 男性
- 塩田慎二 - 2008年夏に宮崎へ異動。同年7月25日が最後の出演日となった。
- 西村勇気（当時NHKアナウンサー） - 2008年度の担当であったが、途中でアナウンスを離れたために降板。
- 飯塚洋介 - 2008年9月から番組終了時まで担当。北京オリンピック中継があった関係で担当開始が遅れた。
- 大嶋貴志 - 2009年度に担当。

### 女性
- 秋山千鶴 - 2007年度に担当。2008年度には、西村の初任地（前任地）でもある福岡で同枠の番組を担当。
- 中村慶子 - 2008年夏に大阪へ異動。同年7月26日が最後の出演日となった。
- 魁生真里 - 2008年度まで担当。
- 萬代裕子 - 中村慶子の後任。2008年9月から2009年3月27日まで担当。
- 柏田久美子 - 2009年度に担当。
- 石井久美子 - 2009年度に担当。

## コーナー
- メインニュース
- スポーツ
- シリーズ南海地震（南海地震について）
- ぶらりとくしま探訪
- とくしまこんな一週間（金曜日限定）
- ピックアップヒューマン
- 気象情報